# Персоналац
Персоналац је био лице задужено за запослене у сваком већем или средњем предузећу у Југославији одмах после Другог светског рата. 
Поред обављања послова кадровске евиденције тесно је сарађивала са снагама безбедности државе. После (ако не и пре) директора фирме био је најмоћније лице у фирми и код запослених је изазивао страх и подозрење. Он се бавио запошљавањем, писањем карактеристика запосленом и прерасподелом на друга радна места. Персоналци су имали утицај и на плату као и евентуалне награде или казне. 
Персоналци, са наведеним ингеренцијама су престали да постоје шездесетих година двадесетог века.